# 風間俊介
風間俊介（日语：／ Kazama Shunsuke，1983年6月17日—），日本男演員、歌手，曾隸屬傑尼斯事務所。亞細亞大學經濟學部肄業。風間以獨立活動的身分在舞台劇、電視劇、電影等領域多方位發展。

## 略歷
風間俊介為童星出身，曾在電視劇《沉睡的森林》等話題劇中扮演重要的兒童角色。1999年至2001年，參演《3年B組金八先生》系列，獲得好評，並在2000年開始為知名動畫《遊戲王》的主角武藤遊戲配音。
2002年，曾與山下智久、生田斗真、長谷川純等傑尼斯事務所當時四位最具人氣的Jr.成員組成Four Tops，但其後此團體未正式出道即解散。
2011年，在富士電視台的電視劇《儘管如此也要活下去》中飾演殺人犯，演技受到高度評價，並以此劇獲得第70回日劇學院賞最佳男配角獎。
2023年12月16日宣布於同年12月31日退出傑尼斯事務所。
2024年1月1日，開設X以及Instagram帳號。

## 個人生活
2013年7月13日，透過經紀公司發表已在該年5月上旬和交往10年、年長5歲的圈外女友結婚。2019年2月12日，日本雜誌《週刊女性》揭發，他與圈外人太太早已榮升父母，育有一個3歲大的兒子。

## 戲劇演出
註：粗體字為主演

### 電視劇

#### 固定演出
- 《3年B組金八老師》第5季（1999年10月14日 - 2000年3月30日、TBS）- 飾演 兼末健次郎
- 《世界で一番熱い夏》（2001年7月6日 - 2001年9月14日、TBS）- 飾演 タカシ
- 《ゼニゲッチュー》（2001年5月20日 - 2001年6月24日　日本電視台）- 飾演 森岡昭夫
- 《3年B組金八老師》第6季（2001年10月11日 - 2002年3月28日、TBS）- 飾演 兼末健次郎
- 《演技者「アメリカ」》（2002年8月13日 - 2002年3月15日、富士電視台）- 飾演 弟弟
- 《劇団演技者。「眠れる森の死体」》（2005年2月15日 - 2005年3月15日、富士電視台）- 飾演 オサナイ
- 《世直し順庵!人情剣》（2005年10月17日 - 2005年12月2日、朝日電視台）- 飾演 藤森清三郎
- 《秋葉原@DEEP》（2006年6月19日 - 2006年8月8日、TBS）- 主演・阿頁
- 《中学生日記》（2011年4月8日 - 2012年3月16日、NHK）- 飾演 神澤俊介
- 《儘管如此也要活下去》（2011年7月7日 - 2011年9月15日、富士電視台）- 飾演 雨宮健二（三崎文哉）
- 《純與愛》（2012年10月1日 - 2013年3月30日、NHK）- 飾演 待田愛 / 待田純（二役）
- 《急症群英 第5季》（2013年7月9日 - 2013年9月10日、富士電視台）- 飾演 広瀬斎
- 《段田凜 勞動基準監督官》（2013年10月2日 - 12月11日、日本電視台） 飾演 胡桃沢海
- 《我存在的時間》（2014年1月8日 - 2014年3月19日、富士電視台）- 飾演 水島守
- 《翌檜三三七拍子》（2014年7月15日 - 9月9日、富士電視台）- 飾演 保阪翔
- 《ぼんくら》（2014年10月16日 - 12月18日、NHK）- 飾演 佐吉
- 《ぼんくら2》（2015年10月22日 - 12月3日、NHK）- 飾演 佐吉
- 《下剋上受験》（2017年1月13日 - 2017年3月17日、TBS）- 飾演 楢崎哲也
- 《陸王》（2017年10月15日 - 2017年12月24日、TBS）- 飾演 坂本太郎
- 《西鄉殿》第10話 - 第18話（2018年3月11日 - 5月13日、NHK）- 飾演 橋本左内
- 《SURVIVAL WEDDING 生存結婚》（2018年7月14日 - 9月22日、日本電視台）- 飾演 石橋和也
- 《Cross Road3 群衆的正義》（2018年12月2日 - 12月23日、NHK BS Premium）- 飾演 藤城紫苑
- 《記憶捜査〜新宿東署事件簿〜》（2019年1月18日 - 3月1日、東京電視台）- 飾演 神啓太郎
- 《やすらぎの刻〜道》第8話 - 第248話（2019年4月17日 - 2020年3月27日、朝日電視台）- 飾演 根來公平
- 《殘念刑警》（2019年5月5日 - 2019年05月26日、NHK BS Premium）- 主演・押井敬史
- 《監察醫 朝顏》（2019年7月8日 - 2019年9月23日、富士電視台）- 飾演 桑原真也
- 《CHEAT 詐欺師們請注意》（2019年10月4日 - 2019年12月5日、讀賣電視台）- 飾演 安齋和毅
- 《頭取 野崎修平》（2020年1月19日 - 2月16日 WOWOW）- 飾演 石原俊平
- 《麒麟來了》第20話 - 第44話（2020年5月31日 - 2021年2月7日、NHK）- 飾演 徳川家康
- 《記憶捜査2〜新宿東署事件簿〜》（2020年10月23日 - 12月4日、東京電視台）- 飾演 神啓太郎
- 《監察醫 朝顏 第2季》（2020年11月2日 - 2021年3月22日、富士電視台）- 飾演 桑原真也
- 《還是殘念刑警》（2021年3月7日 - 4月25日、NHK BS Premium）- 主演・押井敬史
- 《劇集W いりびと-異邦人-》（2021年11月28日 - 12月26日、WOWOW）- 飾演 篁一輝
- 《Come Come Everybody》第41話 - （2021年12月27日 - 2022年4月8日、NHK）- 飾演 片桐春彦
- 《silent》（2022年10月6日 - 12月22日、富士電視台）- 飾演 春尾正輝
- 《記憶捜査3〜新宿東署事件簿〜》（2022年11月4日 - 12月16日、東京電視台）- 飾演 神啓太郎
- 《勝利的法庭式》（2023年4月13日 - 6月15日、讀賣電視台）- 飾演 黑澤仁
- 《初戀，稍顯粗糙》（2023年7月8日 - 9月23日、東京電視台）- 主演・岡村龍二（與 小野花梨雙主演）
- 《就算忘了你》（2023年10月22日 - 12月17日、ABC電視台・朝日電視台）- 飾演 遠山保
- 《完全無罪》（2024年7月7日 - 8月4日、WOWOW）- 飾演 熊弘樹
- 《THE TRAVEL NURSE 旅行護理師 season2》（2024年10月17日 - 12月、朝日電視台）- 飾演 神山直彥
- 《即便如此，我還是想和妻子做》（2025年1月12日 - 、大阪電視台・BS東視）- 主演・柳田豪太（與 MEGUMI雙主演）
- 《豈有此理〜蔦重繁華如夢故事〜》（2025年1月26日 - 、NHK）- 飾演 鶴屋喜右衛門
- 《40歲以前想達成的10件事》（2025年7月5日 - 、東京電視台）- 主演・十條雀
- 《明天會是更好的一天》（2025年7月7日 - 、富士電視台）- 飾演 蜂村太一

#### 單集、客串
- 《沉睡的森林》第1・3・5話（1998年10月8日 - 1998年12月24日、富士電視台）- 飾演 中嶋敬太（少年時期）
- 《マッハブイロク 特別篇「big」大作戦》（2000年6月29日、富士電視台）
- 《恐怖日曜日〜2000〜》（日本電視台）- 主演
  - 第17回 父（2000年10月29日）
  - 第21回 ロケ先の怪（2000年11月26日）
- 《史上最惡的約會》（日本電視台）- 主演・勘太郎
  - 6th DATE（2001年1月14日）
  - 18th DATE（2001年4月8日）
- 《變成鳥的少年》（2001年4月1日、TBS）- 飾演 北園吾一
- 《3年B組金八老師 飾演 兼末健次郎（TBS）
  - スペシャル「おまえが死んだら俺泣くぞ・3B一年ぶり大集合」（2001年4月5日）
  - 第7季 第1話（2004年10月15日）
  - 25年目の贈る言葉（2005年3月25日）
  - ファイナル「最後の贈る言葉」（2011年3月27日）
- 《太閤記 サルと呼ばれた男》（2003年12月27日、富士電視台）- 飾演 小一郎
- 《熱血校園〜旅立ちの時 不良少年の夢》（2005年3月27日、TBS）- 飾演 向井敬二
- 《熱血かあさん事件簿2》 飾演 松井浩司（2006年9月28日 TBS）
- 《姿三四郎》（2007年12月6日、東京電視台）- 飾演 左文字大三郎
- 《その男、副署長〜京都河原町署事件ファイル〜》第1話（2008年7月3日、朝日電視台）- 飾演 福來俊輔
- 《談判尤物 特別篇》（2009年2月28日、朝日電視台）- 飾演 瀨沼明夫
- 《結婚萬歲》第4話 - 第6話（2009年5月11日 - 25日、富士電視台）- 飾演 茂木秀郎
- 《LADY～最后的犯罪心理搜查官～》第9話（2011年3月4日、TBS）- 飾演 鳴海和馬
- 《妖怪人間貝姆》第2話（2011年10月29日、日本電視台）- 飾演 神林輝夫
- 《理想的兒子》第8話（2012年3月3日、日本電視台）- 飾演 天王寺鷹
- 《おふくろ先生の診療日記4》 飾演 濱田榮太（2012年3月12日、TBS）
- 《最悪の卒業式》（2013年3月23日、日本電視台）- 主演・越村昌也
- 《純與愛SP-富士子のかれいな一日》（2013年4月20日、NHK BS Premium）- 飾演 待田愛
- 《Matching love》（2013年12月24日、TBS）- 主演・徳井カナタ
- 《刑事》（2014年3月26日、東京電視台）- 飾演 永井清
- 《銀二貫》第1・7・8話（2014年4月10日・5月22日・29日、NHK）- 飾演 建部玄武
- 《問題餐廳》第7話 - 第9話（2015年2月26日 - 3月12日、富士電視台）- 飾演 高村新
- 《『経世済民の男』高橋是清》前編（2015年8月22日、NHK）- 飾演 小島信吾
- 《99.9 -刑事專門律師-》第2話（2016年4月24日、TBS）- 飾演 山下一貴
- 《金曜Premium「京都殺人案内」》（2018年2月9日、富士電視台）- 飾演 土井賢人
- 《未解決之女 警視廳文書搜查官》第1話（2018年4月19日、朝日電視台）- 飾演 Mizuki（佐々木瑞希）
- 《マザーズ2018〜僕には、3人の母がいる〜》（2018年11月10日、中京電視台）- 飾演 川畑健二
- 《記憶捜査〜新宿東署事件ファイル〜 -令和の女殺人鬼-》（2020年7月27日、東京電視台）- 飾演 神啓太郎
  - 《記憶捜査スペシャル2〜新宿東署事件ファイル〜》（2022年6月20日）
- 《オリガミの魔女と博士の四角い時間「ふしぎの牧場の少年」》（2022年1月3日、NHK ETV）
- 《ノンレムの窓「私達の恋」》（2022年4月5日、日本電視台）- 主演・中島宗介
- 《橫山秀夫懸疑四部曲 ペルソナの微笑》（2023年1月23日、東京電視台）- 主演・矢代勲
- 《1000次婚姻敲門》第3・8・9話（2024年1月31日・3月6日・3月13日、富士電視台）- 飾演 堂島峻
- 《Unmet 某腦外科醫的日記》第1話（2024年4月15日、關西電視台・富士電視台）- 飾演 江本博嗣
- 《健忘的哈姆雷特》（2024年11月9日、愛知電視台） - 野上大翔

### 電影
- 《前橋視覺系》（2011年3月12日）- 主演・タクジ
- 《極道幫幫忙》（2012年11月17日）- 飾演 山際成次
- 《铃木老师》（2013年1月12日）- 飾演 勝野ユウジ
- 《花瓣舞》（2013年4月20日）- 飾演 川田
- 《為什麼貓都叫不來。》（2016年1月30日）- 飾演 杉田光雄
- 《聖母峰 眾神的山嶺（日语：神々の山嶺#映画）》（2016年3月12日）- 飾演 岸文太郎
- 《鳩的擊退法》（2021年8月27日）- 飾演 幸地秀吉
- 《老師的善意謊言》（2024年7月5日、松竹ODS事業室 / Innovation推進部）- 飾演 早藤雅巳[3]

### 舞台劇
- 《ジャニーズ·ファンタジー KYO TO KYO》（1997年8月8日 - 15日）
- 《big～夢はかなう～》（2000年8月1日 - 27日、東京国際フォーラム） - ビリー·コペッキ 役
- 《MILLENNIUM SHOCK》（2000年11月2日 - 26日、帝国劇場） - カンパニーの一員·ジュン 役 ※秋山純の代役
- 《SHOW劇·SHOCK》（2001年12月1日 - 2002年1月27日·6月4日 - 6月28日、帝国劇場） - カンパニーの一員·ジュン 役 ※秋山純の代役
- 《PLAYZONE2002～愛史～》（2002年7月19日·26日·8月2日、青山劇場·大阪フェスティバルホール） - 警察官 ／ 町人 役 ※秋山純の代役
- 《SHOCK is Real shock》（2003年1月8日 - 2月25日、帝国劇場） - シュンスケ 役
- 《PLAYZONE vacation》（2003年7月14日 - 8月17日、青山劇場·大阪フェスティバルホール） - 現地特派員·テロリストの少年 ／ 兵士 役
- 《SHOCKing shock》（2004年2月6日 - 26日、帝国劇場） - シュンスケ 役
- 《地球ゴージャス》「クラウディア」（2004年5月6日 - 7月11日、日生劇場·愛知県芸術劇場·福岡サンパレス·大阪フェスティバルホール·新潟テルサ） - 龍の子 役
- 《WEST SIDE STORY》（2004年12月4日 - 2005年1月9日、青山劇場·大阪厚生年金会館） - チノ 役
- 《地球ゴージャス10周年記念アンコール公演「クラウディア」》（2005年5月15日 - 6月18日、青山劇場·NHK大阪ホール） - 龍の子 役
- 《蒲田行進曲～城崎非情編～》（2006年9月12日 - 27日·10月6日 - 9日、青山劇場·シアターBRAVA!） - ヤス 役
- 《滝沢演舞城 2007》（2007年7月3日 - 29日、新橋演舞場）- 三郎 役
- 《恋はコメディー》（2008年2月5日 - 3月28日、東京·名古屋·金沢·富山·静岡·兵庫·奈良·大阪·岡山·広島·北九州·福岡·長崎·秋田·仙台·福島·山形）- ピエール 役
- 《フルハウス》（2008年5月2日 - 6月1日、東京グローブ座·兵庫県立芸術文化センター） - せいや 役
- 《フライパンと拳銃》（2008年11月28日 - 12月21日、東京グローブ座·サンケイホールブリーゼ） - 繁田 役
- 《カゴツルベ》（2009年3月16日 - 4月19日、青山劇場·NHK大阪ホール） - 治六 役
- 《アリバイのない天使》（2010年7月3日 - 7月25日、東京グローブ座·サンケイホールブリーゼ） - 多田雅史 役
- 《ビリーバー》（2010年9月3日 - 9月21日、世田谷パブリックシアター·シアター·ドラマシティ·福岡市民会館·仙台電力ホール） - スティーブン 役
- 《わたしは誰!?》（2011年2月4日 - 2月13日、三越劇場） -　野村邦介 役
- 《デスティニー　30-DELUX　The　Ninth　Live》（2011年4月29日 - 5月22日、テレピアホール·シアター·ドラマシティ·サンシャイン劇場） - アラン 役
- 《わたしは誰!?再演》（2011年10月12日 - 10月16日、大阪新歌舞伎座） - 野村邦介 役
- 《男の花道》（2012年7月1日 - 7月26日、大阪新歌舞伎座·羽島市文化センター·ル テアトル銀座 by PARCO） - 藤堂嘉助 役
- 《地球ゴージャス》VOL.13『クザリアーナの翼』（2014年1月8日 - 3月31日、赤坂ACTシアター·芸術劇場·キャナルシティ劇場·梅田芸術劇場） - ガンクツ 役

## 配音

### 電視動畫
- 《遊戲王－怪獸之決鬥》 - 武藤遊戲／迪馬歐斯（2000年4月18日～2004年9月29日 東京電視台）
- 《遊戲王GX》 - 武藤遊戲（2004年10月6日、2008年3月19日・26日 東京電視台）

### 動畫劇場版
- 《遊戲王怪獸之決鬥-光之金字塔》 - 武藤遊戲（2004年8月13日上映）
- 《10th週年劇場版 遊戲王 ～超融合！跨越時空的羈絆～》 - 武藤遊戲（2010年1月23日上映）
- 《遊戲王：次元的黑暗面》- 武藤遊戲（2016年4月23日於全日本上映）
- 《來自紅花坂》 - 水沼史郎／立花洋（2011年7月16日上映）

### 遊戲
- 《遊戲王 怪獸之決鬥7 決鬥都市傳說》- 武藤遊戲
- 《遊☆戯☆王 フォルスバウンドキングダム 〜虚構に閉ざされた王国〜》- 武藤遊戲
- 《遊戲王：決鬥聯盟》（日語語音）- 武藤遊戲／亞圖姆
- 《JUMP FORCE》- 武藤遊戲／亞圖姆

## 電台
- ジャニーズJr. 真夜中の少年たち（ABCラジオ）
- ジャニーズJr. Doki2アフタースクール（ニッポン放送）
- 東貴博のヤンピース（2006年4月7日ニッポン放送）
- レコメンとっておき行進曲/関ジャニ∞橫山裕・村上信五のレコメン！（2006年8月31日文化放送）
- レコメンフルハウスアンケート/関ジャニ∞橫山裕・村上信五のレコメン！（2008年3月27文化放送）
- 東西対抗どっちのジャニーズSHOW/関ジャニ∞橫山裕・村上信五のレコメン！（2008年10月2日文化放送）
- 電話出演/関ジャニ∞橫山裕・村上信五のレコメン！（2009年4月16日文化放送）
- 橫山裕VS風間俊介！レコメン！アラサー婚カツ！祭り！/関ジャニ∞橫山裕・村上信五のレコメン！（2009年5月21日文化放送）
- 遊戯王VS大阪太郎のガチンコ応援対決/関ジャニ∞橫山裕・村上信五のレコメン！（2010年1月21日文化放送）
- 鈴木敏夫のジブリ汗まみれ（2010年12月26日TOKYO FM）
- 鈴木敏夫のジブリ汗まみれ（2011年12月25日TOKYO FM）
- ABC創立60周年記念ラジオ時代劇元祿??堂島米市場螢舞～平成に近松の幽霊が蘇る 澱屋廣當　役（2011年12月30日、ABCラジオ）
- 風間俊介のジミメン??デラックス 2012（2012年1月2日、NHKラジオ第1）
- 風間俊介のジミメン??デラックス 2012再編集・再放送（2012年2月4日、NHKラジオ第1）
- 鈴木敏夫のジブリ汗まみれ-それでも、生きてゆく特集（2012年2月5日TOKYO FM）
- 鈴木敏夫のジブリ汗まみれ（2012年2月12日TOKYO FM） 風間俊介
- 鈴木敏夫のジブリ汗まみれ（2012年2月19日TOKYO FM）
- 関西ラジオワイド（2012年9月28日 NHKラジオ第1）
- かんさい土曜ほっとタイム（2012年10月27日 NHKラジオ第1）
- わが心の大阪メロディー（2012年11月7日 NHKラジオ第1）
- HY クリスマススペシャルIN沖縄～いちばん近くにいたいから～（2012年12月23日 NHK-FM）
- ふるさと&つながるラジオ（2012年12月31日 NHKラジオ第1）

## 廣告
- 文具券

（與生田斗真・山下智久合演）
- 森永製菓巧克力菓子・小枝 - 2000年11月

（與森田剛合演）
- 東洋水産「赤いきつねうどん」「緑のたぬき天そば」「黒い豚カレーうどん」

（與武田鉄矢・長野博・増田貴久・八乙女光合演）
- KDDI au「搬家篇」 - 2009年2月

（與二宮和也合演）

## 外部連結
- 官方网站
- 風間俊介的X（前Twitter）
- 風間俊介的Instagram帳戶
- FAMILY CLUB Official Site > 風間俊介，存于